# فوساگاسوگا
فوساگاسوگا (به اسپانیایی: Fusagasugá) یک سکونتگاه مسکونی در کلمبیا است که در Sumapaz Province واقع شده‌است.

## خصوصیات
فوساگاسوگا ۲۳۹ کیلومترمربع مساحت و ۱۳۱٫۹۱۴ نفر جمعیت دارد و ۱٬۷۶۵ متر بالاتر از سطح دریا واقع شده‌است.